# Comitato Olimpico Nazionale dell'Iraq

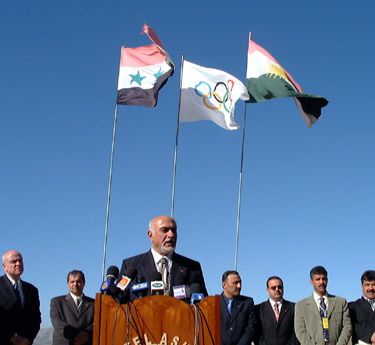

Il Comitato Olimpico Nazionale dell'Iraq (noto anche come "اللجنة الاولمبية الوطنية العراقية" in arabo) è un'organizzazione sportiva irachena, nata nel 1948 a Baghdad, Iraq.
Rappresenta questa nazione presso il Comitato Olimpico Internazionale (CIO) dal 1948 ed ha lo scopo di curare l'organizzazione ed il potenziamento dello sport in Iraq e, in particolare, la preparazione degli atleti iracheni, per consentire loro la partecipazione ai Giochi olimpici. L'associazione è, inoltre, membro del Consiglio Olimpico d'Asia.
L'attuale presidente dell'associazione è Raad Hamoudi.